# کوین ۱۴۴۲۹
سیارک ۱۴۴۲۹ (به انگلیسی: 14429 Coyne، نامگذاری:1991XC) چهارده هزار و چهارصد و بیست و نهمین سیارک کشف شده‌است که در ۳ دسامبر ۱۹۹۱ کشف شد.
قدر مطلق سیارک برابر ۱۳٫۷۰ است.